# 耐斯廣場
23°29′47″N 120°27′9″E / 23.49639°N 120.45250°E
耐斯廣場為臺灣嘉義市東區一座複合式商業建築，位於嘉北商圈內，基地面積約3,700坪，總樓地板面積約28,200坪（93,000 m2），由耐斯集團斥資新臺幣50億元興建，2006年4月竣工落成。耐斯廣場地下2層至地下4層為停車場，地下1層至地上4層及前棟地上5層至地上8層為「耐斯廣場購物中心」，後棟地上5層至地上17層為「耐斯王子大飯店」。

## 歷史
- 2006年4月，耐斯廣場建築物竣工。
- 2006年10月29日，耐斯松屋時尚百貨、耐斯數位玩國、耐斯王子大飯店開業（7月7日試營運）[1]。
- 2007年5月11日，實際經營耐斯松屋百貨和耐斯王子大飯店的馬哥波羅國際開發公司及同屬耐斯集團的劍湖山世界，分別召開股東會通過合併，訂該年10月1日為合併基準日。合併後該百貨及飯店由劍湖山世界經營，稱為「劍湖山世界股份有限公司嘉義分公司」[2]。
- 2009年8月22日，富邦人壽公告以新台幣43億元（以地坪計算每坪約新台幣116萬元）向劍湖山世界公司買下耐斯廣場（包含百貨和飯店）產權，並採「售後租回」模式予劍湖山世界繼續經營。
- 2015年4月29日，劍湖山世界公司董事會通過分割案，新設100％持股子公司「耐斯廣場股份有限公司」，將耐斯松屋百貨與耐斯王子大飯店納入耐斯廣場公司[3]。
- 2015年年底，耐斯松屋時尚百貨更名為耐斯廣場時尚百貨。
- 2017年，耐斯廣場時尚百貨再度更名為耐斯廣場購物中心。
- 2017年9月29日，富邦人壽公告，以新台幣48.307億元將位於嘉義市新生路與忠孝路口的「耐斯王子大飯店暨耐斯廣場購物中心」之建物與土地賣給耐斯廣場公司，處分利益約新台幣4.88億元[4]。

## 耐斯廣場購物中心
2006年10月開幕，為嘉義市規模最大及年營業額最高的百貨商場，商場樓地板面積約11,700坪（39,000 m2），營業面積約7,600坪（25,000 m2），規模屬於中型購物中心，主力核心店有無印良品、UNIQLO、GU、宜得利家居、寶雅POYA、金石堂書店、湯姆熊歡樂世界、大創百貨及主題餐廳；2014年營業額為18.3億，2015年營業額為19.5億，佔嘉義百貨市占率近5成。2006年開業時係與日本松屋百貨合作，故並非稱為耐斯廣場購物中心，而是定名耐斯松屋時尚百貨，並成為嘉義市第一座日系郊外都市型的標準百貨公司（嘉義市最早開業之百貨公司為復改制省轄市前的1982年開設於現今國華街與長榮街口的遠東百貨嘉義店）。當時百貨營業樓層為地下一層至地上四層及前棟地上五層，引進業種有美妝、男/女鞋、精品、服飾、配件、家用電器、生活用品、寢具家飾、廚房用品、專門大店、主題餐廳、美食街等，而耐斯數位玩國結束營業後，百貨營運範圍擴充至前棟地上八層。2015年，耐斯松屋時尚百貨更名為耐斯廣場時尚百貨。2017年再度更名為耐斯廣場購物中心。

### 樓層簡介
| 樓層   | 定位       |
| ------ | ---------- |
| 8F     | 大創百貨   |
| 6F～7F | 主題餐廳   |
| 5F     | 休閒館     |
| 4F     | 紳士兒童館 |
| 3F     | 仕女館     |
| 2F     | 少女館     |
| 1F     | 時尚館     |
| B1     | 生活美食館 |
| B2～B4 | 停車場     |

### 營業時間
- 週日－週四：11:00－22:00

- 週五－週六及例假日前夕：11:00－22:30

## 交通

### 鐵道運輸
- 臺灣鐵路公司縱貫線嘉北車站
- 嘉義捷運綠線 嘉北站（規劃中）

### 巴士
嘉義市公車
| 路線                      | 業者     | 行先                                                | 停靠站   |
| ------------------------- | -------- | --------------------------------------------------- | -------- |
| 忠孝新民幹線(紅線)        | 國光客運 | （忠孝北街—勞工育樂中心）                           | 耐斯廣場 |
| 忠孝新民幹線支線（紅A線） | 國光客運 | （民雄工業區服務中心—彌陀夜市）                     | 耐斯廣場 |
| 樂活6路                   | 捷乘交通 | （紅瓦里（1）全家超商—嘉義基督教醫院）              | 耐斯廣場 |
| 樂活9路                   | 捷乘交通 | （榮民醫院長照點—東洋新村--泰勒瓦莊園（僅限預約）） | 耐斯廣場 |

## 週邊環境
- 嘉北車站
- 嘉義基督教醫院
- 好市多嘉義店

## 外部連結
- 耐斯廣場購物中心 （页面存档备份，存于）
- 耐斯廣場 NICE PLAZA的Facebook專頁
- 【耐斯廣場 時尚百貨 Nice Plaza】的Instagram帳戶
- YouTube上的耐斯廣場頻道
- 耐斯王子大飯店 （页面存档备份，存于）（繁體中文）（简体中文）（日語）（英文）
- 嘉義耐斯王子大飯店NICE PRINCE HOTEL的Facebook專頁
- 台灣公司資料